# 25094 Zemtsov
25094 Zemtsov este un asteroid din centura principală de asteroizi.

## Descriere
25094 Zemtsov este un asteroid din centura principală de asteroizi. A fost descoperit pe 14 septembrie 1998 la Socorro, New Mexico, în cadrul proiectului LINEAR. Asteroidul prezintă o orbită caracterizată de o semiaxă mare de 2,64 ua, o excentricitate de 0,05 și o înclinație de 3,0° în raport cu ecliptica.